# Notomeryx
Notomeryx es un género extinto perteneciente a la familia Hypertragulidae, del orden Artiodactyla, endémico de China durante el Eoceno, que vivió hace 37.2 to 33.9 Ma.
Notomeryx fue un rumiante primitivo, parecido a un pequeño ciervo, a pesar de que están más emparentados a los Tragulidaes modernos. Era frugívoro.

## Taxonomía
Notomeryx fue nombrado por Qui en 1978. Fue asignado a Hypertragulidae por Carroll en 1988.

## Especies
Notomeryx posee dos especies:
- Notomeryx besensis
- Notomeryx major